# Асьенда
Асье́нда (исп. hacienda — имение, поместье, ферма, усадьба) — крупное частное поместье в Испании и Латинской Америке, к которому часто прикреплены батраки (пеоны) — номинально свободные, но вынужденные работать на владельца асьенды и полностью от него зависящие. В Аргентине, Чили и Уругвае аналогичные поместья называют эстансиями; в Бразилии поместья похожего типа называют фазендами. В литературе иногда встречается форма «гасиенда», «асиенда», «хасиенда».

## История
Асьенды возникли в результате пожалований/продажи больших участков земли испанскими королями в собственность отдельным владельцам. В отличие от энкомьенд, владельцы которых не были их собственниками и имели лишь право (часто пожизненное) ими пользоваться, владельцы асьенд были их полноправными хозяевами.
Собственники асьенд, в основном, занимались разведением крупного рогатого скота на естественных пастбищах и вели торговлю шкурами, говяжьим салом и солониной. Так как пастбищное скотоводство требовало больших площадей, индейцев сгоняли с их земель. Чтобы не умереть с голоду, индейцы вынуждены были наниматься батраками к владельцам асьенд. Однако им назначалась такая малая заработная плата, что индейцы оказывались вынуждены постоянно просить её вперёд. Соответственно, они очень быстро оказывались в неоплатном долгу перед хозяином асьенды, что привело к новой форме эксплуатации — пеонажу (долговой кабале).

## В искусстве
Майн Рид в Х главе романа «Всадник без головы» (1865 г.) описывает «гасьенду» (hacienda) Каса дель Корво (Casa del Corvo): одноэтажный дом на берегу реки в мексикано-мавританском стиле (Morisco-Mexican) с плоской крышей и внутренним двором с фонтаном. Из помещений упомянуты saguan (вестибюль), комната дочери плантатора, кухня, гостиная (dining-hall) и веранда (verandah). На крыше располагалась огороженная решеткой терраса (azotea), на которую со двора вела большая каменная лестница. Неподалёку от усадьбы располагались хижины (huts) рабов (peons: пеоны). Территория асьенды могла простираться на пару миль.